# Kalgi
Kalgi is een plaats in de Estlandse gemeente Hiiumaa, provincie Hiiumaa. De plaats heeft de status van dorp (Estisch: küla).
Tot in oktober 2017 behoorde Kalgi tot de gemeente Pühalepa. In die maand werd de fusiegemeente Hiiumaa gevormd, waarin Pühalepa opging.

## Bevolking
De ontwikkeling van het aantal inwoners blijkt uit het volgende staatje:
| Jaar            | 2011 | 2017 | 2019 | 2020 | 2021 |
| --------------- | ---- | ---- | ---- | ---- | ---- |
| Aantal inwoners | 7    | 16   | 18   | 17   | 15   |

## Ligging
Kalgi ligt aan de zuidoostkust van het eiland Hiiumaa, aan de Baai van Salinõmme (Estisch: Salinõmme laht).
De rivier Suuremõisa stroomt langs de oostgrens van het dorp; de Tugimaantee 83, de secundaire weg van Suuremõisa via Käina naar Emmaste, loopt langs de noordgrens.

## Geschiedenis
Kalgi ontstond pas in de jaren twintig of dertig van de 20e eeuw als nederzetting op het voormalige landgoed Großenhof (Suuremõisa). Als boerderij bestond Kalgi echter al eerder, onder de namen Kalch Wolmar (1650) en Kallki Mart of Kalki Lars (1688). Tussen 1977 en 1997 maakte het dorp deel uit van het buurdorp Viilupi.